# 長崎から船に乗って
「長崎から船に乗って」（ながさきから　ふねにのって）は、五木ひろしとして「よこはま・たそがれ」に続き1971年8月25日にミノルフォン音楽工業（現・徳間ジャパンコミュニケーションズ）より発売された第二弾シングルである。

## 解説
1986年8月中旬までのシングルの累計出荷枚数は70.6万枚（徳間ジャパン調べ）で、同時点で五木のシングルとしては歴代10位のヒットとなっている（デュエット曲を除く）。

## 収録曲
- 両楽曲共に、作詞：山口洋子／作曲：平尾昌晃

1. 長崎から船に乗って（3分45秒）
編曲：高田弘
2. この恋いただきます（3分13秒）
編曲：小谷充

## カバー
- 松原健之（2018年、アルバム「松原健之が歌う 平尾昌晃 永遠の名曲選集」収録。）